# Столкновения на горе Монтехурра
Столкновения на горе Монтехурра (исп. Sucesos de Montejurra) — террористическая атака ультраправых, совершённая в Испании 9 мая 1976 года. Произошла в Наварре на горе Монтехурра. В результате столкновения погибли два человека. Результатом стал срыв не только карлистского фестиваля под левыми лозунгами, но и политического проекта широкой левой коалиции с участием карлистов.

## Контекст
Гора Монтехурра — историческая достопримечательность в Наварре. В 1873 году, во время Второй карлистской войны, при горе Монтехурра консерваторы-карлисты победили армию Первой испанской республики. В Наварре сложилась традиция проведения ежегодных «карлистских фестивалей» в память об этом событии.
Исторически карлизм являлся ультраконсервативным монархическим движением. Карлисты добивались воцарения младшей ветви испанских Бурбонов, представители которой обещали восстановить традиционные вольности Наварры. Карлизм характеризовался крайним традиционализмом и католическим фанатизмом. В испанской гражданской войне 1936—1939 годов карлисты активно поддерживали Франко.
Однако в последние годы франкистского режима в карлистском движение выделилось левое крыло. Левые карлисты выдвигали парадоксальную программу «королевства рабочего самоуправления». Их лозунги соединяли традиционные требования карлистской монархии с идеологией югославского титоизма. Предполагалось, что король может стать во главе системы рабочего самоуправления.
Карлистский претендент на престол Карлос Уго де Бурбон-Парма разделял эти идеи, выступал за самоуправленческий социализм. Под его руководством карлистская партия вступила в коалиционный Демократический совет вместе с коммунистами, левыми социалистами и прокоммунистическими профсоюзами. На майский фестиваль Монтехурра 1976 года были приглашены представители всех этих организаций. Карлистское мероприятие превращалось в демонстративный смотр левых сил.
Младший брат Карлоса Уго, убеждённый франкист Сикст Энрике де Бурбон-Парма, был категорическим противником левой эволюции. Он придерживался традиционного карлистского ультраконсерватизма. Карлистское движение оказалось расколото. Король Испании Хуан Карлос I, ставший главой государства после смерти Франко 20 ноября 1975 года, оставался сторонником конституционной монархии и европейской парламентской демократии. Однако правительство франкистского ветерана Карлоса Ариаса Наварро ориентировалось на т. н. Бункер — группировку ультраправых франкистов, готовых «грудью защитить то, что завещал каудильо» (Блас Пиньяр, лидер неофашистской организации Fuerza Nueva).
Военная разведслужба SECED разработала «операцию „Реконкиста“» — систему противодействия левому карлизму. В этом явлении усматривалась серьёзная опасность: карлисты могли оказаться связующим звеном для различных левых структур, ключевым элементом леворадикального блока.
Испанские ультраправые располагали отрядами боевиков. Они наладили оперативные связи с зарубежными неофашистами, прежде всего итальянскими и французскими. Эта активность координировалась в рамках «операции „Гладио“» — организованной спецслужбами НАТО системы силового противодействия коммунистическим, просоветским и левым силам Западной Европы.

## Подготовка
Атака на карлистском фестивале Монтехурра планировалась при участии официальных служб — Гражданской гвардии и военной разведки. Инициатором выступил командующий Гражданской гвардией генерал Хуан Кампаньо. Оперативное командование осуществлял генерал Хосе Антонио Саенс де Санта-Мария — который, однако, в принципе был противником гражданского политического насилия и пытался ограничить выступление правых рамками мирной контракции.
На политическом уровне акцию возглавлял лидер карлистов-сикстистов Артуро Маркес де Прадо. Санкция была получена от министра внутренних дел Мануэля Фраги Ирибарне по согласованию с премьер-министром Ариасом Наварро. Общую координацию осуществляла SECED. Финансирование поступило от акционера крупных компаний Антонио Мария де Ориоля де Уркуйо, известного карлистского адвоката, сторонника Сикста Энрике. Была поставлена задача: «Отбить Монтехурра у красных!».
Непосредственное исполнение взяли на себя правые карлисты («сикстисты»), боевики Fuerza Nueva, Партизаны Короля Христа, другие правокатолические организации и фалангистской молодёжи. К испанским ультраправым примкнули итальянцы, аргентинцы и французы. Стефано делле Кьяйе(основатель Avanguardia Nazionale), Родольфо Альмирон (оперативный руководитель Triple A), Жан-Пьер Шери (бывший активист OAS) предоставили свои кадры для усиления. Особенно активную роль сыграли аргентинские боевики. Существенно, что Родольфо Альмирон был начальником охраны министра Фраги Ирибарне.
Столь масштабное планирование атаки, прямое участие властей и фактически международный уровень свидетельствуют о том, какое важное значение придавалось операции. Консервативная часть испанского общества демонстрировала, что не допустит в процессе демократизации резкого сдвига влево. Неофашистский интернационал проводил очередную пробу сил. Командование «Гладио» наносило очередной удар по потенциальным союзникам СССР в Западной Европе. Сложилось так, что в фокусе оказались внутренние противоречия испанских монархистов.
5 мая 1976 года подготовка была завершена. Ультраправые боевики сконцентрировались близ Монтехурра в ожидании начала торжеств.

## Столкновение
Первые столкновения 9 мая начались у подножия горы. Правые карлисты забросали камнями левых. Фалангист Луис Гарсиа Марин Уэльва-Верде, выкрикивая антикоммунистические лозунги, открыл огонь на поражение. Началась массированная атака, в ходе которой ультраправые во главе с самим Сикстом Энрике и Маркесом де Прадо прорвались на вершину горы. Завязалась массовая драка, сопровождавшаяся стрельбой.
Погибли два человека — левые карлисты Рикардо Гарсиа Пельехеро и Аньяно Хименес Сантос. Ещё несколько участников фестиваля получили ранения. Мероприятие левых карлистов и их союзников оказалось сорвано.

## Персональные последствия
Артуро Маркес де Прадо как организатор атаки, боевики Марин Уэльва-Верде и Франсиско Каррера были арестованы по обвинению в убийстве. Все трое освободились по политической амнистии 1977 года.
Стефано делле Кьяйе перебрался из Испании в Латинскую Америку, где продолжил антикоммунистическую активность.
Родольфо Альмирон был уволен из охраны Фраги Ирибарне, но остался в Испании (в 2007 году ему было предъявлено обвинение за участие в «резне Монтехурра»).
Блас Пиньяр продолжал руководить Fuerza Nueva, активисты которой участвовали в ряде силовых акций.
Генерал Саенс де Санта-Мария продолжал военную службу. Осудил «резню Монтехурра», подробно рассказал о ходе её подготовки и осуществления. Активно защищал демократическую законность при попытке ультраправого переворота 23 февраля 1981 года.
Сикст Энрике де Бурбон-Парма (одно время именовавшийся своими сторонниками Сикстом Энрике I) покинул Испанию, продолжая руководить из-за границы правым крылом карлистов. Он путешествовал по Латинской Америке, затем прибыл во Францию, где проживает по сей день. Занимает ультраконсервативные традиционалистские позиции, критикует модернистские тенденции в католицизме. Карлистские традиционалисты рассматривают его как регента и Abanderado de la Tradición (знаменосца Традиции).
Карлос Уго де Бурбон-Парма в 1977 году баллотировался в испанский парламент, однако карлистская партия не добилась успеха на выборах. Был принят королём Хуаном Карлосом. Оставив публичную политику, сосредоточился на преподавательской деятельности и представительстве дома Парма-Бурбон. Неоднократно посещал Наварру. Скончался в 2010 году.

## Политические последствия
Мануэль Фрага Ирибарне охарактеризовал «резню Монтехурра» лишь как эпизод «борьбы между братьями». Однако практически все эксперты и комментаторы рассматривают это событие в контексте общеполитического противостояния в Испании времён перехода к демократии.
Карлистская партия окончательно раскололась и вскоре потерпела поражение на выборах. В качестве связующего элемента общенациональной левой коалиции она не состоялась. Идеология левого карлизма сошла на нет. Таким образом, «операция „Реконкиста“», составной частью которой была акция 9 мая 1976 года, осуществилась успешно.
Левые силы Испании, включая еврокоммунистическую компартию, отказались от радикализма и признали парламентарную монархию (с другой стороны, крайне правые сторонники франкизма и фалангизма быстро маргинализировались). Переход Испании к демократии осуществился в рамках западной модели. В 1986 году, при социалистическом правительстве, Испания вступила в НАТО. Это можно расценить как конечный успех «Гладио» на данном направлении.
Погибшие 9 мая 1976 года Рикардо Гарсиа Пельехеро и Аньяно Хименес Сантос в ноябре 2003 года официально признаны жертвами терроризма и посмертно награждены Золотой медалью Наварры.
Ежегодные карлистские торжества на горе Монтехурра продолжают проводиться.